# ジョルジョ・ロッカ
ジョルジョ・ロッカ（Giorgio Rocca、1975年8月6日 - ）は、イタリアのアルペンスキー選手。主に回転競技で活躍した。スキーはアトミックを使用していたが2007年4月、サロモンと契約したことが発表された。現在はリヴィーニョ在住。

## 経歴
スイスのクール生まれ。
1996年1月、オーストリア・フラッハウ大会でワールドカップデビューした。このレースで膝を負傷し、1年間のブランクを経験した。1997年3月9日に日本、志賀高原大会の回転のレースで23位となりワールドカップ初ポイントを獲得した。
1998年11月28日、ワールドカップアスペン大会で自身初のシングルとなる9位に入賞。年が明けた1999年1月24日、ワールドカップキッツビュール大会で3位になり、自身初の表彰台に立った。
2002年ソルトレークシティオリンピック代表に選ばれたが大回転26位、回転は一本目途中棄権に終わった。
2003年1月19日の、ワールドカップウェンゲン大会で初優勝。2本目のラップを奪った日本の佐々木明がわずか0.04秒の2位に入った。同年サンモリッツで行われた世界選手権では銅メダルに輝く。再開されたワールドカップではヨンピョン大会で2位、続く志賀高原大会で3位に入賞した。そしてワールドカップ最終戦のリレハンメル大会では2勝目を挙げた。2002-2003シーズン回転総合ランキングは4位でシーズンを終えた。
2003年11月、ワールドカップ開幕戦のパークシティ大会で4位に入り、マドンナ・ディ・カンピーリオ大会で2位、年が明けた2004年フラッハウ大会でも3位と入賞を重ねる。次のシャモニー大会ではシーズン初優勝を決めた。2003-2004シーズン回転総合ランキングでは2年連続の4位。
2004年、開幕戦ビーバークリーク大会で2位表彰台に立ち、年が明けた2005年フラッハウ大会でシーズン初優勝。続くシャモニー大会も制し2連勝する。その後、クランスカ・ゴーラ大会で3勝目。2004-2005シーズン回転総合ランキングでは3年連続の4位だった。
2005年12月4日のワールドカップビーバー・クリーク大会から、マドンナ・ディ・カンピーリオ大会、クランスカ・ゴーラ大会、年が明けた2006年アーデルボーデン大会、そしてウェンゲン大会まで5戦連続優勝を達成。2005-2006シーズンの回転総合優勝を決めた。回転のランキング1位で臨んだ地元開催のトリノオリンピックでは、選手宣誓を務める。普段出場している回転の前に複合に出場、5位という成績を残す。期待された回転では1番スタートというチャンスだったが、1本目で転倒し途中棄権した。
2006年、開幕戦のレヴィ大会で3位に入ったが、その後は不調が続いた。2006-2007シーズン種目別ランキングは11位。
2010年1月、バンクーバーオリンピック代表を逃した事もあり現役を引退した。
ワールドカップ通算11勝（※全て種目は回転）。